# Little Johnny Taylor
Little Johnny Taylor (* 11. Februar 1943 in Gregory (Arkansas) als Johnny Lamont Merrett; † 17. Mai 2002 in Conway (Arkansas)) war ein US-amerikanischer Blues- und Soul-Sänger.

## Biografie
Little Johnny Taylor wird bisweilen mit Johnnie Taylor (1938–2000), ebenfalls ein R&B- und Soul-Sänger aus Arkansas, verwechselt. Dieser Johnnie Taylor trug zur Verwirrung bei, indem er eine Coverversion des größten Hits Part Time Love von Little Johnny Taylor aufnahm.
Der in Gregory, Arkansas, geborene Little Johnny Taylor zog 1950 nach Los Angeles. Er sang zunächst in Gospelgruppen wie den Mighty Clouds of Joy, bevor er sich der weltlichen Musik zuwandte. Beeinflusst von Little Willie John nahm er zunächst als R&B-Künstler für das Plattenlabel Swingin’ auf.
Er hatte jedoch keinen großen Erfolg, bis er für das Tochterlabel Galaxy von Fantasy Records aus San Francisco unterschrieb. Sein erster Hit war You’ll Need Another Favor, gesungen im Stil von Bobby Bland. Der Nachfolger Part Time Love, geschrieben von Clay Hammond und mit Arthur Wright an der Gitarre, wurde sein größter Hit und erreichte im Oktober 1963 Platz 1 der Billboard R&B-Charts und Platz 19 der Pop-Charts; der Song wurde sogar für einen Grammy nominiert. Allerdings waren die Nachfolger auf dem Galaxy-Label weit weniger erfolgreich.
1971 war Taylor bei Jewel Records in Shreveport, Louisiana, wo er mit Everybody Knows About My Good Thing seinen zweiten R&B-Top-10-Hit hatte. Im folgenden Jahr hatte er mit Open House at My House einen weiteren Hit.
Obwohl er in den 1980er und 1990er Jahren nur wenige Aufnahmen machte, blieb er bis zu seinem Tod als Künstler aktiv. Little Johnny Taylor starb im Mai 2002 im Alter von 59 Jahren in Conway, Arkansas, wo er zuletzt gelebt hatte.
2016 coverten die Rolling Stones Everybody Knows About My Good Thing auf ihrem Album Blue And Lonesome.